# Komoro
Komoro (小諸市, Komoro-shi?) è una città giapponese della prefettura di Nagano.